# Zeppelinstadion
Das Zeppelinstadion ist ein Fußballstadion mit Leichtathletikanlage in Friedrichshafen am Bodensee. Die Sportstätte fällt durch ihre futuristische Überdachung der Haupttribüne auf. Das Dach ist wie vier nebeneinander stehende Sonnenschirme angeordnet.

## Geschichte
Seit 1919 ist das Zeppelinstadion die Heimstätte des VfB Friedrichshafen. Es wurde im Arbeiterviertel Zeppelindorf mit Unterstützung der Zeppelin Wohlfahrt, die 20.000 Reichsmark zur Verfügung stellte, erbaut. Die erste Tribüne erhielt das Stadion 1925. Im Jahre 1941 betrug die Zuschauerkapazität noch 5.000 Plätze. Nach einer vollständigen Sanierung 1998 finden derzeit 12.000 Zuschauer im Stadion Platz. Der Zuschauerrekord datiert aus dem Jahre 2008, als 8.000 Zuschauer die Partie der deutschen U20-Fußballnationalmannschaft der Männer gegen die U20-Mannschaft Italiens beiwohnten. Bei der WM 2006 in Deutschland war das Stadion das Trainingsquartier der Iranischen Fußballnationalmannschaft. Die Abschlussveranstaltung des baden-württembergischen Landesturnfestes 2008 fand mit einem Showprogramm im Zeppelinstadion von Friedrichshafen statt.

## Ausstattung
Das ganze Areal mit dem Zeppelinstadion ist mit weiteren Anlagen ausgestattet. Das Gelände ist rundum eingezäunt.
- zwei Rasentrainingsplätze
- ein Kunstrasenplatz
- zwei kleine Rasenspielfelder
- zwei Beachvolleyballfelder
- eine Sporthalle
- eine 400 Meter Kunststoffbahn
- eine Weitsprunganlage
- bis zu 12 Umkleidekabinen
- ein Schulungsraum
- eine komplette Flutlichtanlage